# Neshtarud
Neshtārūd o Nashtārūd (farsi نشتارود) è una città dello shahrestān di Tonekabon, circoscrizione di Neshta, nella provincia del Mazandaran in Iran. Aveva, nel 2006, una popolazione di 5.837 abitanti.